# Маркуси (гміна)
Гмі́на Марку́си (пол. Gmina Markusy) — сільська гміна у північній Польщі. Належить до Ельблонзького повіту Вармінсько-Мазурського воєводства.
Станом на 31 грудня 2011 у гміні проживало 4219 осіб.

## Територія
Згідно з даними за 2007 рік площа гміни становила 108.56 км², у тому числі:
- орні землі: 75.00%
- ліси: 4.00%

Таким чином, площа гміни становить 7.59% площі повіту.

## Населення
Станом на 31 грудня 2011:
| Опис     | Загалом | Загалом | Чоловіки | Чоловіки | Жінки | Жінки |
| -------- | ------- | ------- | -------- | -------- | ----- | ----- |
| одиниця  | осіб    | %       | осіб     | %        | осіб  | %     |
| все      | 4219    | 100     | 2143     | 50.79    | 2076  | 49.21 |
| міське   | 0       | 100     | 0        |          | 0     |       |
| сільське | 4219    | 100     | 2143     | 50.79    | 2076  | 49.21 |

## Сусідні гміни
Гміна Маркуси межує з такими гмінами: Ґроново-Ельблонзьке, Дзежґонь, Ельблонґ, Рихлики.